# Tomme du Névet
Pour les articles homonymes, voir Névet.
La tomme du Névet est un fromage au lait de vache produit en France. Elle doit son nom au Névet.

## Histoire
La famille Puech s'installe au lieu dit de Kerdaniou en 1981, sur la commune de Plogonnec dans le Finistère. Ils y élèvent des vaches montbéliardes. Des quotas laitiers sont mis en place en 1983, l'Europe ayant trop de stock de lait et de beurre. Agnès Puech décide alors d'apprendre à faire du fromage. La commercialisation de la tomme débute en 1986.

## Le fromage

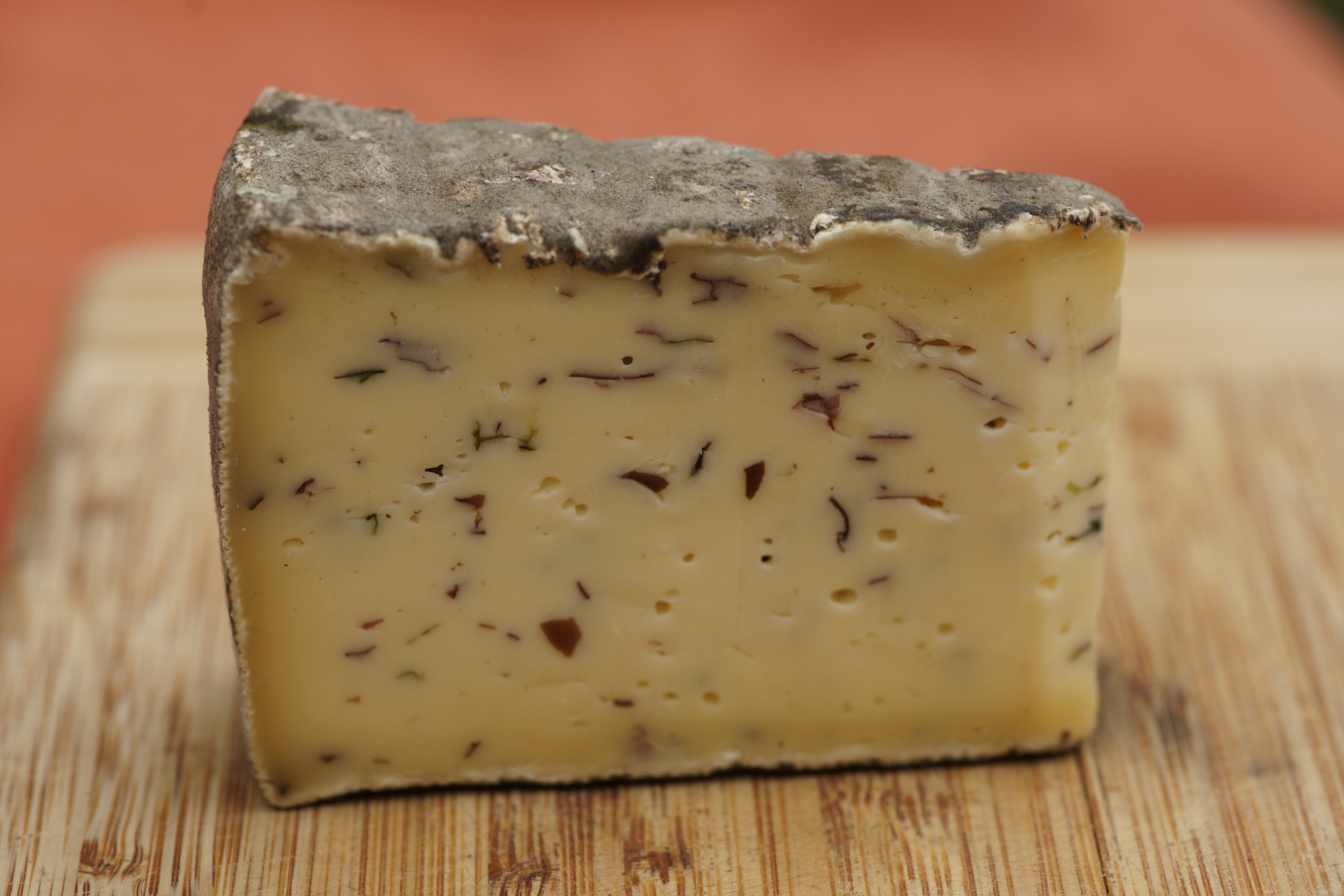
La tomme du Névet aux algues.

Ce fromage est produit sous la forme d'une tomme de diamètre 21 centimètres, pour 8 centimètres de haut. Le poids d'une tomme est d'environ 2,5 kg. Il est commercialisé sous deux formes : une nature et une seconde aux algues (nori).

### Sources
- Finistère. La tomme du Névet est produite et vendue à Kerdaniou, à Plogonnec, Ouest-France du 4 janvier 2023.
- La Tomme du Nevet, Le Guide du Fromage]